# Samurai Usagi
Samurai Usagi (яп. サムライうさぎ) — комедийная манга Тэппэя Фукусимы, выходившая в еженедельном журнале Shonen Jump с 2007 по 2008 год. В Японии издательством Shueisha выпущено 8 томов манги. Также публикуется во Франции издательством Glénat.
Действие происходит в период Эдо. В центре сюжета этой истории находятся пятнадцатилетний самурай низшего ранга и его жена. Фукусима критикует кодекс самураев — бусидо, который, на его взгляд, использовался самураями высшего ранга для поднятия авторитета и насаждения собственных правил.

## Персонажи
- Госукэ Удагава (яп. 宇田川 伍助 Удагава Госукэ) — наследник додзё (школы боевых искусств) своего отца. Отец и старший брат Госукэ были вынуждены совершить сэппуку. Госукэ каждый день практикуется в фехтовании. К додзё Госукэ относятся негативно, постоянно критикуют и высмеивают его. Мечтой же Госукэ является создание Техники фехтования зайца, предназначенной не для боя, а для развлечения.

- Сино Удагава (яп. 宇田川 志乃 Удагава Сино) — пятнадцатилетняя жена Госукэ. Она одержима зайцами и зарабатывает деньги, продавая заячьи маски.